# Ludwig Bodenbender

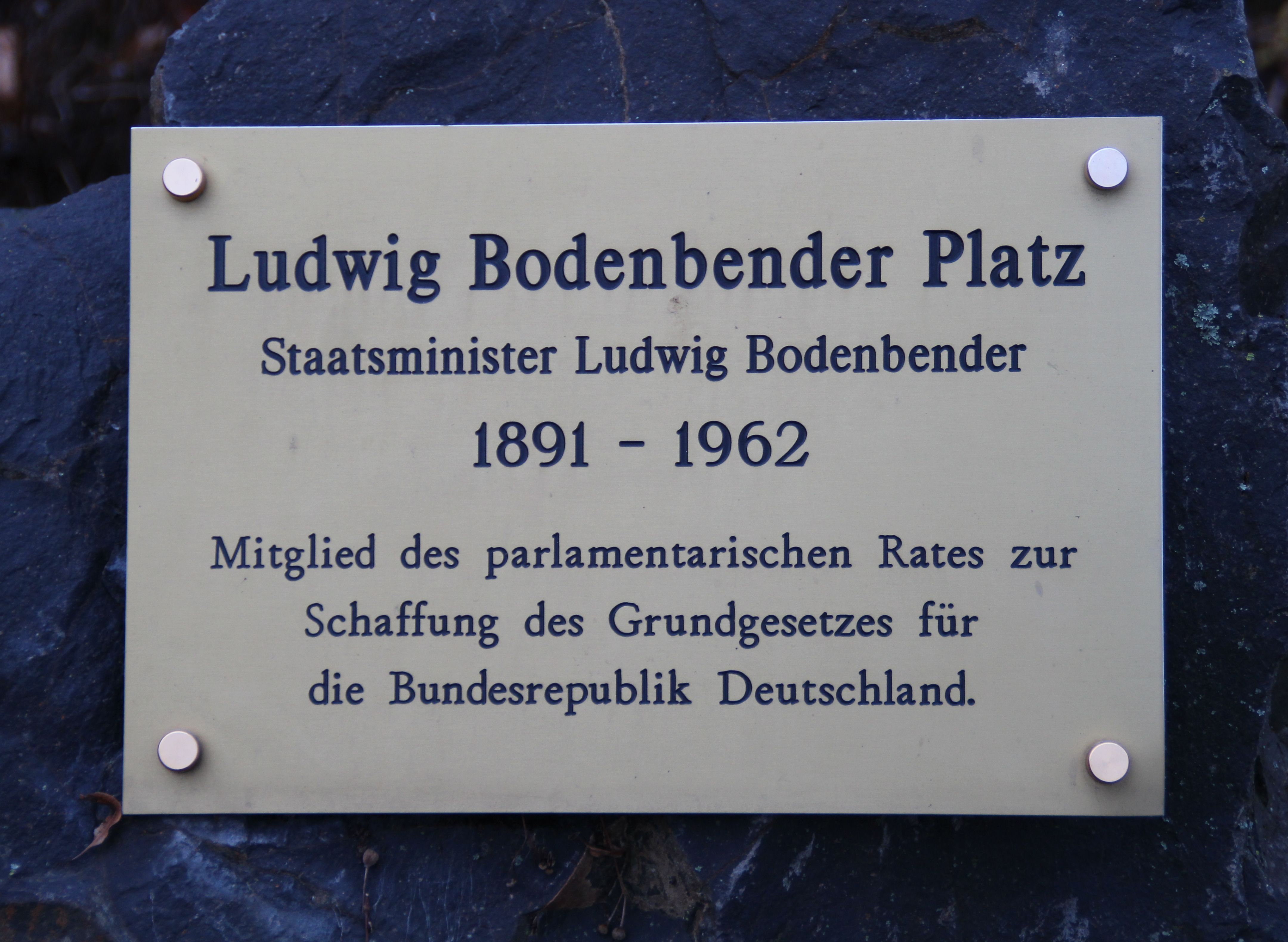
Hinweistafel an einem Gedenkstein am Ludwig-Bodenbender-Platz in Salzböden

Ludwig Bodenbender (* 20. September 1891 in Salzböden; † 2. Mai 1962 ebenda) war ein deutscher Politiker (SPD). Er war 1946 Mitglied der Verfassungberatenden Landesversammlung von Groß-Hessen, von 1946 bis 1958 Abgeordneter des Hessischen Landtages und von 1953 bis 1955 Hessischer Staatsminister für Landwirtschaft und Forsten.

## Leben
Ludwig Bodenbender entstammte einer evangelischen Bauernfamilie. Er war der Sohn des Landwirts und Schäfers Johann Adam Bodenbender (1850–1919) und der Anna Maria Bodenbender, geborene Fritz (1851–1935). Nach dem Besuch der Volksschule betätigte er sich als Metallarbeiter in Gießen. Er trat im Jahr 1909 in die SPD ein, schloss sich der Gewerkschaft an und wurde aufgrund dessen von seinem Arbeitgeber im Jahr 1912 entlassen. Im Anschluss arbeitete er, mit Unterbrechung durch Teilnahme am Ersten Weltkrieg, als Bergmann auf der Grube Fernie in Großen-Linden. Im Jahr 1922 erhielt er eine Anstellung als Gewerkschaftssekretär beim Bergarbeiterverband.
Bodenbender war in den Jahren 1924 bis 1933 Mitglied des Gemeinderates in Salzböden und wurde dort zum ehrenamtlichen Gemeindevorsteher (Bürgermeister) gewählt. Von 1924 bis 1933 war er auch Mitglied des Kreistages im Landkreis Wetzlar und dort zeitweise Mitglied des Kreisausschusses. Nach der Machtergreifung der Nationalsozialisten wurde er im Jahr 1933 als Gemeindevorsteher abgesetzt. Von April bis Juli 1933 war er noch Mitglied des Nassauischen Kommunallandtages mit Sitz in Wiesbaden. Im Jahr 1934 wurde er für vier Wochen in Wetzlar inhaftiert. Danach arbeitete er im landwirtschaftlichen Betrieb seiner Eltern und von 1940 bis 1945 in einem Unternehmen in Krofdorf.
Nach dem Zweiten Weltkrieg wurde Bodenbender im Juni 1945 Bürgermeister der Gemeinde Salzböden. Von Juli bis November 1946 war er Mitglied der Verfassungberatenden Landesversammlung von Groß-Hessen. Bei den Landtagswahlen 1946, 1950 und 1954 wurde er jeweils direkt über den Wahlkreis Wetzlar-Nord als Abgeordneter in den Hessischen Landtag gewählt, dem er bis 1958 angehörte. Im Parlament war er Mitglied des Ausschusses für Wiederaufbau sowie des Ausschusses für Ernährung und Landwirtschaft. Vom 9. November 1949 bis zum 14. Januar 1953 sowie vom 11. Januar 1955 bis zum 30. November 1958 war er Vorsitzender der SPD-Landtagsfraktion.
In den Jahren 1948 und 1949 wurde Bodenbender vom Hessischen Landtag in den Parlamentarischen Rat entsandt. 1949 war er Mitglied der 1. Bundesversammlung zur Wahl des Bundespräsidenten.
Bodenbender wurde am 14. Januar 1953 als Hessischer Staatsminister für Landwirtschaft und Forsten in die von Ministerpräsident Georg August Zinn geführte Landesregierung berufen (Kabinett Zinn I). In dieser Funktion war er von Februar 1953 bis Januar 1955 als Vertreter des Landes Hessen stellvertretendes Mitglied des Bundesrates. Nach der Bildung einer Koalition aus SPD und GB/BHE schied er am 18. Januar 1955 aus der Regierung aus. Sein Nachfolger als Landwirtschaftsminister war Gustav Hacker.
Ludwig Bodenbender war seit 1922 mit Elisabeth Bodenbender, geborene Rau (* 1896), verheiratet.

## Ehrungen und Auszeichnungen
- 1956: Großes Verdienstkreuz mit Stern der Bundesrepublik Deutschland
- 2010: Umbenennung des Dorfplatzes in Lollar-Salzböden in Ludwig-Bodenbender-Platz und Aufstellung eines Gedenksteins[2][3]